# Јоширо Моријама
Јоширо Моријама (јап. 森山 佳郎; 9. новембар 1967) бивши је јапански фудбалер.

## Каријера
Током каријере је играо за Санфрече Хирошима, Јокохама Флугелси, Џубило Ивата и Белмаре Хирацука.

## Репрезентација
За репрезентацију Јапана дебитовао је 1994. године. За тај тим је одиграо 7 утакмица.

## Статистика
| Јапан  | Јапан   | Јапан  |
| Година | Наступи | Голови |
| ------ | ------- | ------ |
| 1994.  | 7       | 0      |
| Укупно | 7       | 0      |